# Johann Bernhard Bach (1676-1749)
Johann Bernhard Bach (23 de mayo de 1676 - 11 de junio de 1749) fue un organista, clavecinista y compositor alemán.
Hijo de Johann Aegidius Bach, nació en Erfurt. Estudió con su primo Johann Sebastian Bach en Weimar, luego fue organista de la Kaufmannkirche de su ciudad natal desde 1695, más tarde en Magdeburgo. Finalmente en 1703 fue clavecinista de la corte de Eisenach y organista en la Iglesia de San Jorge, sucediendo a su tío Johann Christoph Bach (1642-1703). Ahí tuvo la oportunidad de trabajar entre 1708 y 1712 con Georg Philipp Telemann, quien influyó en su obra. 
Mantuvo una amistad de por vida con su famoso primo Johann Sebastian Bach. En 1715, actuó como padrino del hijo de Johann Sebastian, Johann Gottfried Bernhard, mientras que Johann Sebastian se convirtió en padrino del hijo mayor de Johann Bernhard, Johann Ernst, en 1722. Este último sucedería a su padre Johann Bernhard como organista en la Iglesia de San Jorge en Eisenach.
Murió en 1749 a la edad de 73 años.
Fue padre de:
- Johann Ernst Bach (1722-1777).
- Johann Friedrich Bach (1706-1743).

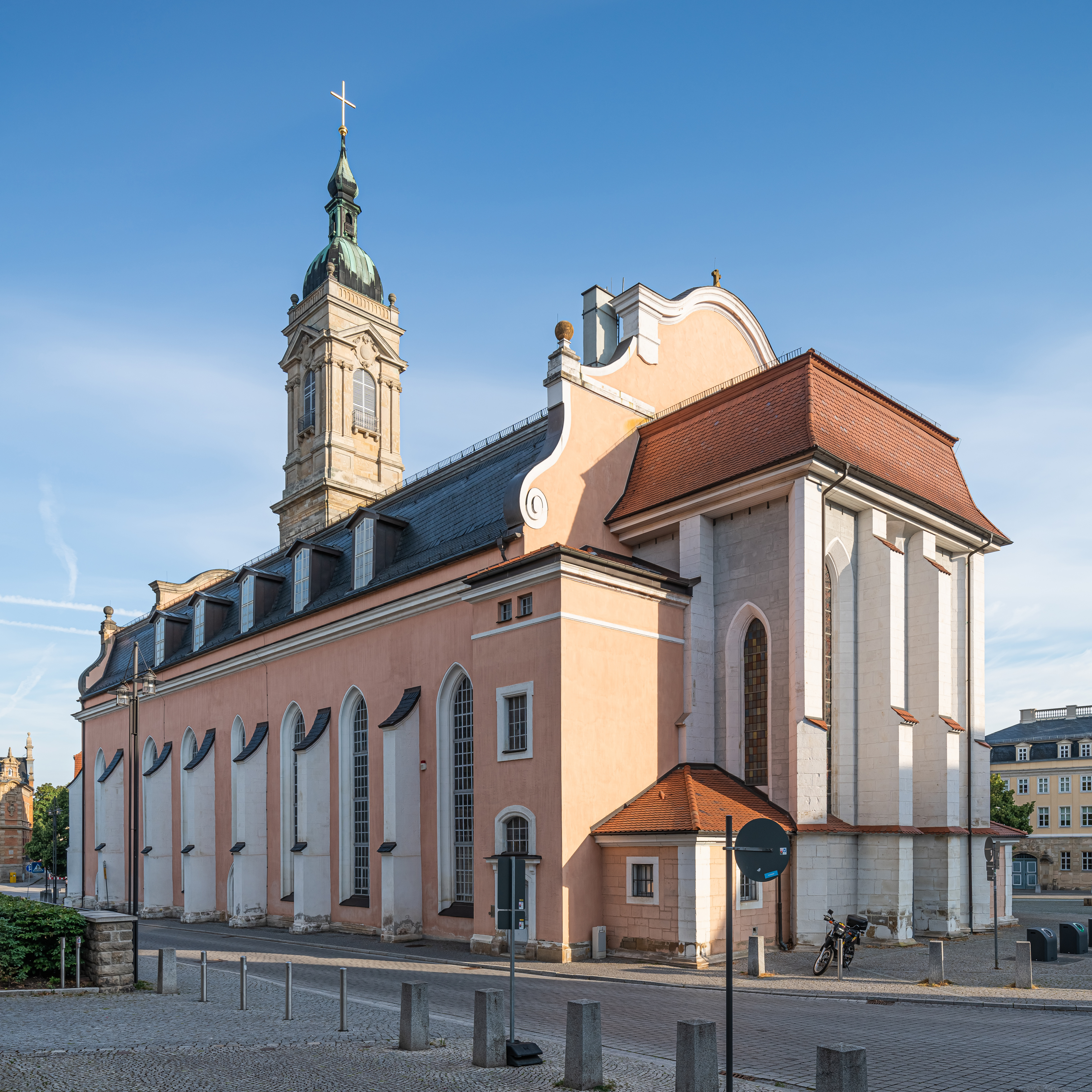
Iglesia de San Jorge en Eisenach (Alemania)

- Johann Aegidius Bach (1709-1746).

## Obras
- 4 suites para orquesta (que Johann Sebastian interpretó en Leipzig).
- 8 corales para órgano.
- 1 chacona en Si bemol mayor.
- 2 fugas para clave.